# فرودگاه پرلز
فرودگاه پرلز (به انگلیسی: Pearls Airport) یک فرودگاه همگانی است. این فرودگاه در کشور گرنادا قرار دارد.